# Terina maculifera
Terina maculifera là một loài bướm đêm trong họ Geometridae.